# Lista de guerras por número de mortos
Esta lista de guerras por número de mortos inclui as estimativas das mortes que são diretamente ou indiretamente causadas pelas maiores guerras por contagem de fatalidades (sinônimo de mortes). Estes números incluem ambas as mortes militares que são diretamente resultado de batalhas e outras ações militares, assim como também mortes de civis relacionadas ou ocorridas durante o período da guerra, que são resultado de ações induzidas pela guerra como epidemias, infecções, fome, atrocidades, genocídios, etc. Em alguns casos, tais mortes indiretas superam as mortes diretamente causadas pela guerra.

## Lista de guerras por número de mortos superior a 10 milhões
| Guerra                          | Mortes estimativa menor | Mortes estimativa maior | Pop. Mundial Total | % mortos / pop. mundial | Ano inicial/finalf | Localização             | Notas                        |
| ------------------------------- | ----------------------- | ----------------------- | ------------------ | ----------------------- | ------------------ | ----------------------- | ---------------------------- |
| 2ª Guerra Mundial               | 70 000 000              | 85 000 000              | 6 200 000 000      | 1,37%                   | 1939–1945          | Global,                 | [ 3 ] [ nota 3 ]             |
| Conquistas e invasões mongóis   | 30 000 000              | 40 000 000              | 420 000 000        | 9,52%                   | 1206–1368          | Leste Europeu e Sibéria | –                            |
| Guerra dos Três reinos          | 36 000 000              | 40 000 000              | 170 000 000        | 23,52%                  | 184–280            | China                   | [ 8 ] [ 9 ]                  |
| 2ª Guerra Sino-Japonesa         | 20.000.000              | 25 000 000              | 3 000 000 000      | 0,80%                   | 1937–1945          | China                   | [ 10 ] [ nota 5 ]            |
| Conquista Qing da dinastia Ming | 25 000 000              | 25 000 000              | 620 000 000        | 4,03%                   | 1616–1662          | China                   | [ 11 ] [ nota 6 ]            |
| Rebelião Taiping                | 20 000 000              | 70 000 000              | 1 300 000 000      | 5,38%                   | 1850–1864          | China                   | [ 12 ] [ 13 ] [ nota 7 ]     |
| 1ª Guerra Mundial/Grande Guerra | 16 000 000              | 40 000 000              | 1 600 000 000      | 2,50%                   | 1914–1918          | Global,                 | [ 3 ] [ nota 9 ] [ nota 10 ] |
| Rebelião de An Lushuan          | 13 000 000              | 36 000 000              | 300 000 000        | 12,00%                  | 755–763            | China                   | –                            |
| Revolta Dungan                  | 8 000 000               | 20 000 000              | 1 300 000 000      | 1,53%                   | 1862-1877          | China                   |                              |
| Conquistas de Tamerlão          | 8 000 000               | 20 000 000              | 450 000 000        | 4,44%                   | 1370–1405          | Eurásia                 | [ 15 ] [ 16 ]                |

## Lista de guerras por número de mortos superior a 1 milhão
| Guerra                                          | Mortes                | Ano       | Localização                      | Notas                                                 |
| ----------------------------------------------- | --------------------- | --------- | -------------------------------- | ----------------------------------------------------- |
| Guerra Civil Chinesa                            | 8 000 000             | 1927–1949 | China                            | [ 17 ]                                                |
| Guerra Civil Russa                              | 5 000 000–9 000 000   | 1917–1922 | Rússia                           | [ 18 ]                                                |
| Guerras Napoleônicas                            | 3 500 000– 6 000 000  | 1803–1815 | Europa                           | veja Mortos nas Guerras Napoleônicas                  |
| Guerra dos Trinta Anos                          | 3 000 000– 11 500 000 | 1618–1648 | Europa                           | [ 19 ]                                                |
| Segunda Guerra do Congo/Guerra Mundial Africana | 2 500 000– 5 400 000  | 1998–2003 | África Central                   | [ 20 ] [ 21 ] [ 22 ] [ 23 ]                           |
| Guerras Religiosas na França                    | 2 000 000– 4 000 000  | 1562–1598 | França                           | – também conhecida como as Guerras Huguenotes         |
| Guerra Goguryeo-Sui                             | 2 000 000 pelo menos  | 598–614   | Coreia                           | – Forças coreanas e mortes civis não estão incluídas. |
| Conquistas de Shaka Zulu                        | 2 000 000             | 1816–1828 | África do Sul                    | [ 26 ]                                                |
| Guerra da Coreia                                | 1 200 000             | 1950–1953 | Coreia                           | [ 27 ]                                                |
| Cerco de Jerusalém                              | 1 100 000             | 73        | Israel                           |                                                       |
| Revolução Mexicana                              | 1 000 000– 2 000 000  | 1910–1920 | México                           | [ 28 ]                                                |
| Guerra Irã-Iraque/Primeira Guerra do Golfo      | 1 000 000             | 1980–1988 | Oriente Médio                    | [ 29 ]                                                |
| Guerra Imjin                                    | 1 000 000             | 1592–1598 | Coreia                           | [ 30 ]                                                |
| Guerra Civil da Nigéria                         | 1 000 000             | 1967–1970 | Nigéria                          |                                                       |
| Guerra Afegã-Soviética                          | 957 865– 1 622 865    | 1979–1989 | Afeganistão                      | [ 31 ] [ 32 ]                                         |
| Conquistas de Maomé II, o Conquistador          | 873 000               | 1451–1481 | Eurásia                          | [ 33 ]                                                |
| Guerra dos Sete Anos                            | 868 000– 1 400 000    | 1756–1763 | Europa, Índia e América do Norte | [ 34 ] [ 35 ]                                         |
| Guerra do Vietnã/Segunda Guerra da Indochina    | 800 000– 3 800 000    | 1955–1975 | Vietnã                           | [ 36 ] [ 37 ] [ 38 ]                                  |
| Guerra Civil da Etiópia                         | 400 000- 1 579 000    | 1974-1991 | Etiópia                          | 1 milhão destas mortes foram causadas pela fome.      |